# Online Certificate Status Protocol
OCSP (ang. Online Certificate Status Protocol) - standard opisujący protokół komunikacyjny pomiędzy systemem informatycznym odbiorcy usług certyfikacyjnych a serwerem usługowym. Protokół ten określa format i strukturę zapytania (żądania) o status certyfikatu oraz format i strukturę odpowiedzi (tokenu), która zawiera wynik weryfikacji w postaci statusu: „poprawny”, „unieważniony”, „nieznany”. 
Wydanie zaświadczenia ze statusem „poprawny” oznacza, że certyfikat jest wystawiony przez jeden z podmiotów, których certyfikaty objęte są usługą OCSP oraz że podmiot ten na moment udzielania odpowiedzi skutecznie nie unieważnił sprawdzanego certyfikatu. 
Korzystanie z zaufanej usługi OCSP jest praktyczniejszą i bardziej „bezpieczną” formą weryfikacji ważności certyfikatu niż przeszukiwanie list unieważnionych certyfikatów (CRL).